# 棘肋筋
棘肋筋（きょくろくきん、英語: spinocostal muscles）は、背部の筋肉のうち、背部浅層にある棘腕筋と、深層にある棘背筋との間にある筋肉の総称。棘肋筋は薄く存在する筋肉である。
棘腕筋に属する筋は、鋸筋（上後鋸筋、下後鋸筋）である。深背筋とも呼ばれる。